# Hubert Demkowicz
Hubert Demkowicz (ur. 5 czerwca 1993 w Katowicach) – polski hokeista.
Syn Tomasza (ur. 1970), także hokeisty.

## Kariera
- SMS II Sosnowiec (2010-2011)
- SMS I Sosnowiec (2011-2012)
- Cracovia (2012/2013)
- Zagłębie Sosnowiec (2013)
- KH Sanok (2013-2015)
  -  UKH Dębica (2013/2014)
- STS Sanok (2015-2016)
- UKH Dębica (2016-2017)
- Ciarko KH 58 Sanok (2017-2019)
- UKS MOSiR Sanok (2019-2020)
- Ciarko STS Sanok (2020-2021)

Wychowanek i zawodnik sanockiego klubu hokejowego. Absolwent NLO SMS PZHL Sosnowiec z 2012. Od 2013 zawodnik zespołu seniorskiego macierzystego klubu z Sanoka. Od 2015 zawodnik STS Sanok. Od jesieni 2016 zawodnik UKH Dębica w I lidze. Potem był zawodnikiem w reaktywowanym sanockim zespole, zgłoszonym do sezonu 2. ligi słowackiej 2017/2018. W sezonie 2019/2020 grał nadal w 2. lidze słowackiej w barwach zespołu pod szyldem UKS MOSiR Sanok. W 2020 został zawodnikiem reaktywowanego klubu STS Sanok, powracającego po czterech latach przerwy do występów w PLH edycji 2020/2021. Po tym sezonie zakończył karierę zawodniczą.

## Sukcesy
Klubowe
- Złoty medal mistrzostw Polski: 2014 z Ciarko PBS Bank KH Sanok
- Finał Pucharu Polski: 2013, 2014 z Ciarko PBS Bank KH Sanok

Indywidualne
- 2. liga słowacka w hokeju na lodzie (2017/2018): udział w meczu gwiazd ligi 20 stycznia 2018[7][8][9]